# Ла Корте (Ређо Емилија)
Ла Корте је насеље у Италији у округу Ређо Емилија, региону Емилија-Ромања.
Према процени из 2011. у насељу је живело 32 становника. Насеље се налази на надморској висини од 37 м.